# Левин, Василий Андреевич
Василий Андреевич Левин (5 апреля 1924 — 12  октября 1943) — младший сержант Рабоче-крестьянской Красной Армии, участник Великой Отечественной войны, Герой Советского Союза (1943).

## Биография
Василий Левин родился 5 апреля 1924 года в селе Артамоново (ныне — Сузунский район Новосибирской области). После окончания неполной средней школы работал в колхозе. В июле 1942 года Левин был призван на службу в Рабоче-крестьянскую Красную Армию. С весны 1943 года — на фронтах Великой Отечественной войны. Участвовал в Курской битве. К сентябрю 1943 года младший сержант Василий Левин командовал отделением 69-й механизированной бригады 9-го механизированного корпуса 3-й гвардейской танковой армии Воронежского фронта. Отличился во время битвы за Днепр.
22 сентября 1943 года отделение Левина переправилось через Днепр в районе села Зарубинцы Каневского района Черкасской области Украинской ССР и приняло активное участие в боях за захват и удержание плацдарма на его западном берегу. В критический момент боя Левин поднял в атаку своих бойцов, отбросив прорвавшегося к советским позициям противника. 12 октября 1943 года Левин погиб в бою на Букринском плацдарме. Похоронен в братской могиле в селе Григоровка Каневского района.
Указом Президиума Верховного Совета СССР от 17 ноября 1943 года за «успешное форсирование Днепра, прочное закрепление плацдарма на его западном берегу и проявленные при этом отвагу и геройство» младший сержант Василий Левин посмертно был удостоен высокого звания Героя Советского Союза. Также был награждён орденами Ленина и Красной Звезды. Навечно зачислен в списки личного состава воинской части.

## Память
В честь Левина названа улица и школа № 301 в Сузуне и установлен памятник в его родном селе.